# 日本機械設計工業会
さまざまな活動を通し機械設計業界の発展とともに社会、国民生活の向上を目的に設立された団体である。
昭和59年（1984年）5月、通産省（当時）からの要請を受け、それまで全国に点在していた機械設計企業団体を全国統合し、平成元年（1989年）4月には、通産省において国内機械設計業界唯一の公益法人として認可された。

## 解説
日本全国に5つの支部を設置し、全国規模で開催される様々な試験、研修会等公共性の高い活動までを行なっている。なかでも平成7年度より実施されている機械設計技術者試験制度は、機械設計技術者の技術力向上と社会的評価の適正化を目的として年1回開催されている。
現在、団体の会員数は、機械設計企業からなる正会員が93社（平成25年4月現在）で、半数以上が社員数10名以下の企業で占められている。賛助会員は、8社（同）で会の趣旨に賛同いただいている機械設計以外の企業が対象。

### 設立
- 任意団体 昭和59年（1984）5月
- 社団法人化 平成元年（1989）4月

### 事業内容
- 機械設計技術者試験の実施
- 機械設計業務に関する調査研究
- 工業会活動の活性化に関する研究
- 機械設計技術者試験受験講習会の開催
- 機械設計技術者試験受験講習会用テキストの作成・頒布
- 機械設計の技術力強化講習会の開催
- 技能検定講習会の開催
- 管理者研修会の開催
- 経営者研修会の開催
- 国内の学術団体、関連団体等との交流
- 機械設計技術に関する海外との技術協力の推進
- 機械設計産業と異業種との融合化の推進
- 機関誌「KISETU」の発行
- 会員情報手帳の発行

### 機械設計技術者試験制度
機械設計技術者試験の実施によって、設計技術者の能力向上の促進、技術者の社会的地位の確立、機械設計業務に係る業務取引基準の明確化を行う。
機械設計技術者試験は、国家資格ではない。一般社団法人 日本機械設計工業会が実施、認定する技術力認定試験である。

### 機械設計技術者試験実施の目的

#### 機械設計技術者1,2級試験実施の目的
機械設計技術者試験は、安全で効率のよい機械を経済的に設計する機械設計技術者の総合能力を認定し、機械設計技術者の技術力向上と社会的評価の適正な確立を図り、我が国機械産業の振興に寄与することを目的としている。

#### 機械設計技術者3級試験実施の目的
1,2級機械設計技術者試験の受験資格に達しない初級の機械設計技術者の試験を実施、認定することにより、主に新人技術者、学生の技術水準を適正に評価することを確立し、機械設計技術者認定制度を機械設計技術者のほぼ全域をカバーした資格制度に発展させることを目的としている。
また、3級試験実施では下記の効果も期待される。
1. 従来の1,2級機械設計技術者試験でカバーできない機械設計技術者に受験の機会を提供し、資格の称号を与える。 これにより、この層の技術力の向上が期待できる。
2. 学生に受験の機会が提供されることにより、学校における勉学と連結され、目標ができることにより機械設計能力の向上が期待される。 なお、これにより企業における新人技術者の実務への導入が容易となり、学生においても入社後の技術習得が容易となる。

#### 機械設計技術者試験受験者数と合格率
■1級
| 実施年 | 受験者数 | 合格者数 | 合格率 |
| ------ | -------- | -------- | ------ |
| 2024年 | 162      | 53       | 32.7%  |
| 2023年 | 143      | 52       | 36.4%  |
| 2022年 | 142      | 47       | 33.1%  |

■2級
| 実施年 | 受験者数 | 合格者数 | 合格率 |
| ------ | -------- | -------- | ------ |
| 2024年 | 560      | 247      | 44.1%  |
| 2023年 | 574      | 234      | 40.8%  |
| 2022年 | 629      | 268      | 42.6%  |

■3級
| 実施年 | 受験者数 | 合格者数 | 合格率 |
| ------ | -------- | -------- | ------ |
| 2024年 | 1,763    | 900      | 51.0%  |
| 2023年 | 1,838    | 865      | 47.1%  |
| 2022年 | 2,049    | 780      | 38.1%  |